# Fahrenkrug
Fahrenkrug település Németországban, Schleswig-Holstein tartományban. Lakosainak száma 1625 fő (2023. december 31.).

## Népesség
A település népességének változása:
| Lakosok száma | 1060 | 1675 | 1638 | 1598 | 1598 | 1625 |
|               | 1975 | 2017 | 2019 | 2021 | 2022 | 2023 |